# バカラオ

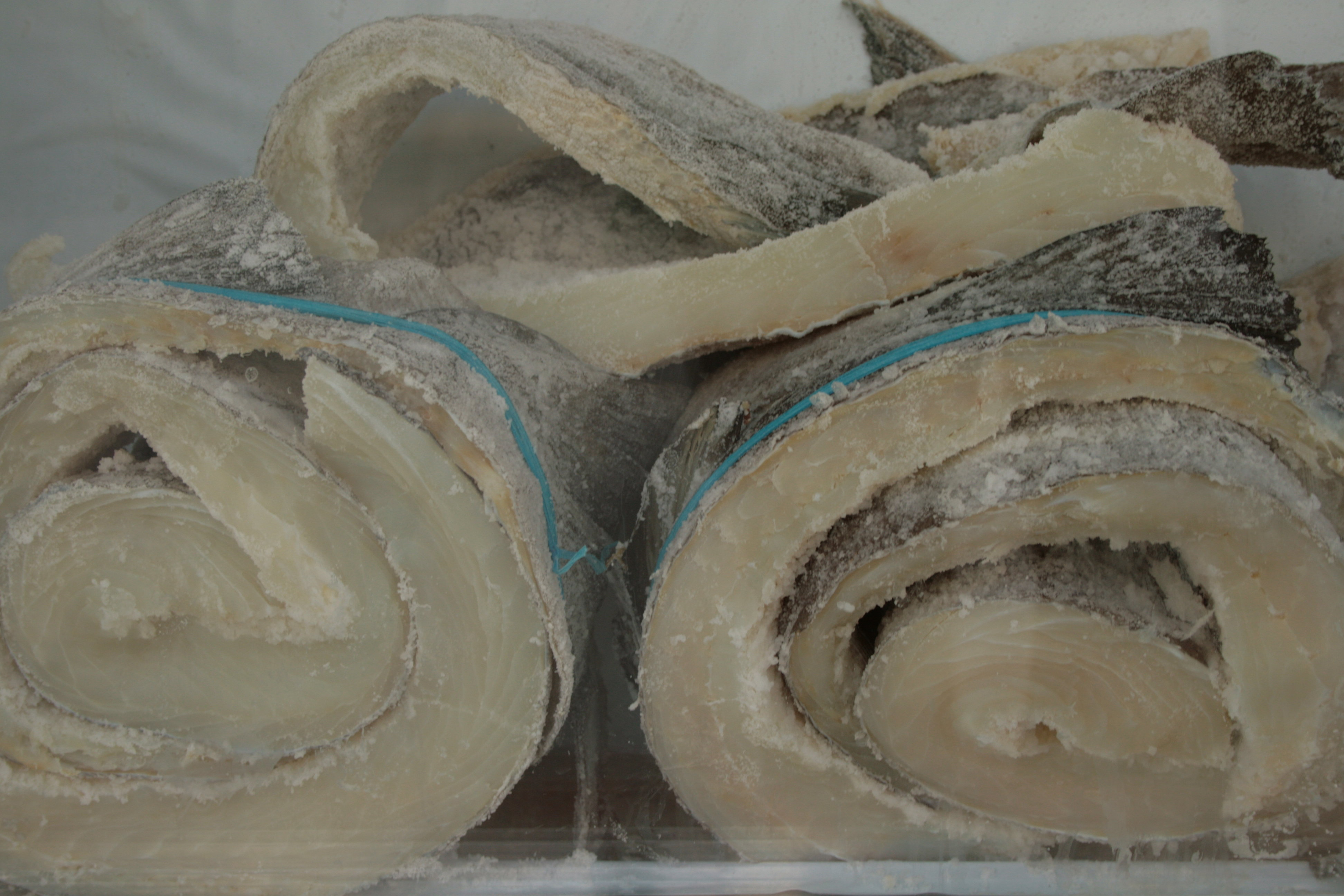
塩ダラの干物

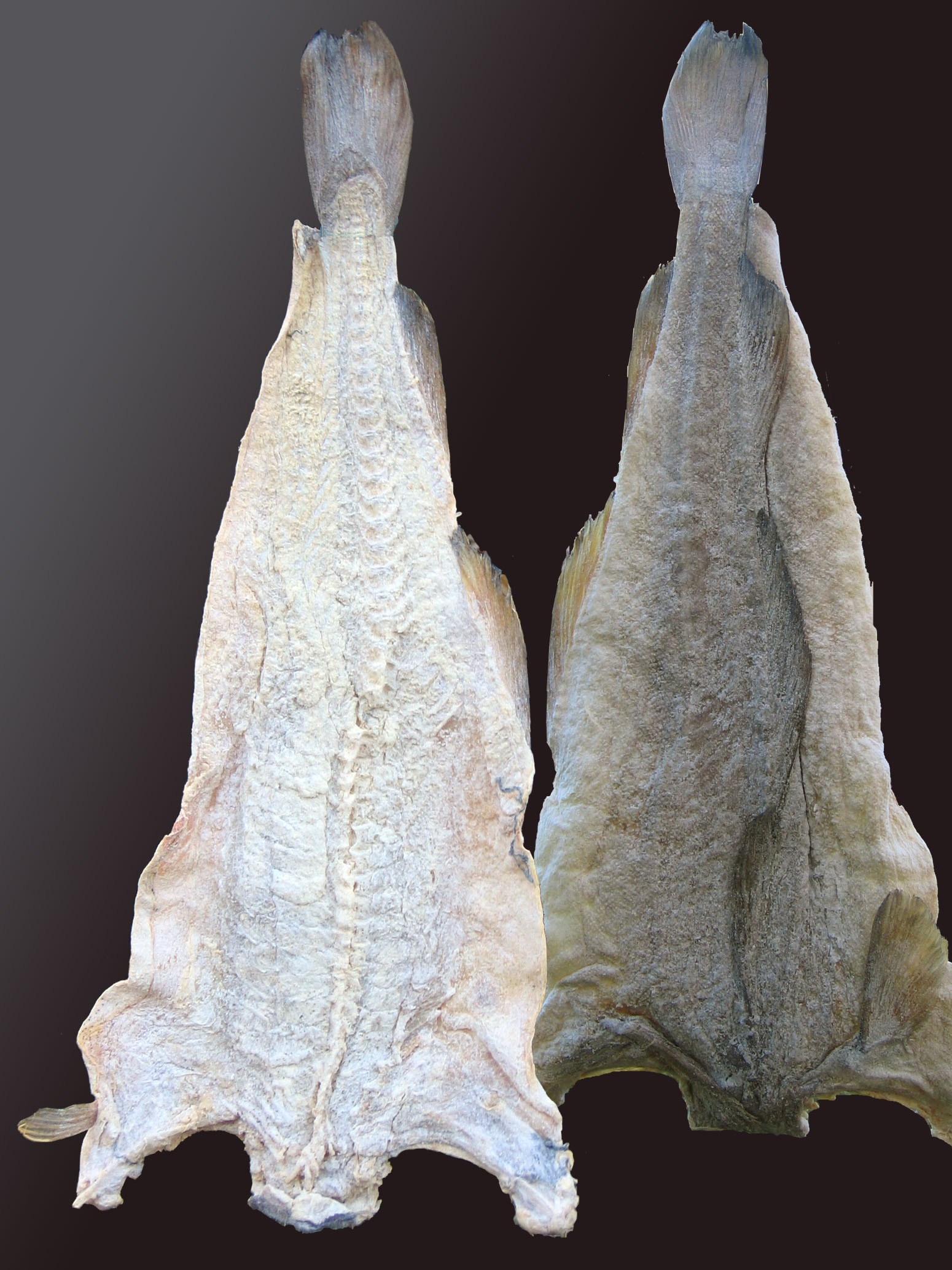
バカラーダ

バカラオ（西: Bacalao、葡: Bacalhau バカリャウ、伊:  Baccalà バッカラ）は、タラ（鱈）の塩漬けの干物、またはそれを用いた料理を指す。南ヨーロッパ諸国、スペインやポルトガルの植民地であった中南米諸国、そしてタラの捕獲地である北欧諸国を中心に食べられている。

## 概要
スペイン語圏において、単にバカラオというとタラを指すが、むしろ塩漬け干ダラのバカラオ・エン・サラソン（Bacalao en salazón）を意味することが多い。
塩漬けにして乾燥した場所で数ヶ月保存する。1匹丸ごと保存加工されたタラの塊はバカラーダ（bacalada）と呼ばれ、ほぼ三角形の形をしている。主な生産地は北欧諸国と北アメリカの北東部である。保存性の高いバカラオは航海中の食料に向き、三角貿易で盛んに取引されたため、タラの産地から遠いブラジルや西インド諸島、西アフリカでもよく食べられている。かつては庶民的な食材であったが、1990年代にタイセイヨウダラの資源量が激減して以来、価格が上昇した。
同じく塩蔵されるタラ科スケトウダラ属の魚ポラック（Pollock）とよく混同されるが、バカラオはタラ科マダラ属の魚（英語：Cod 、コッド）を用いる。 また北欧諸国のルートフィスク（Lutefisk）は乾燥させた鱈を灰汁で柔らかくゼリー状にしたもので、塩蔵はしていないため、バカラオとは異なる。

## 加工

### 塩漬け（保存）

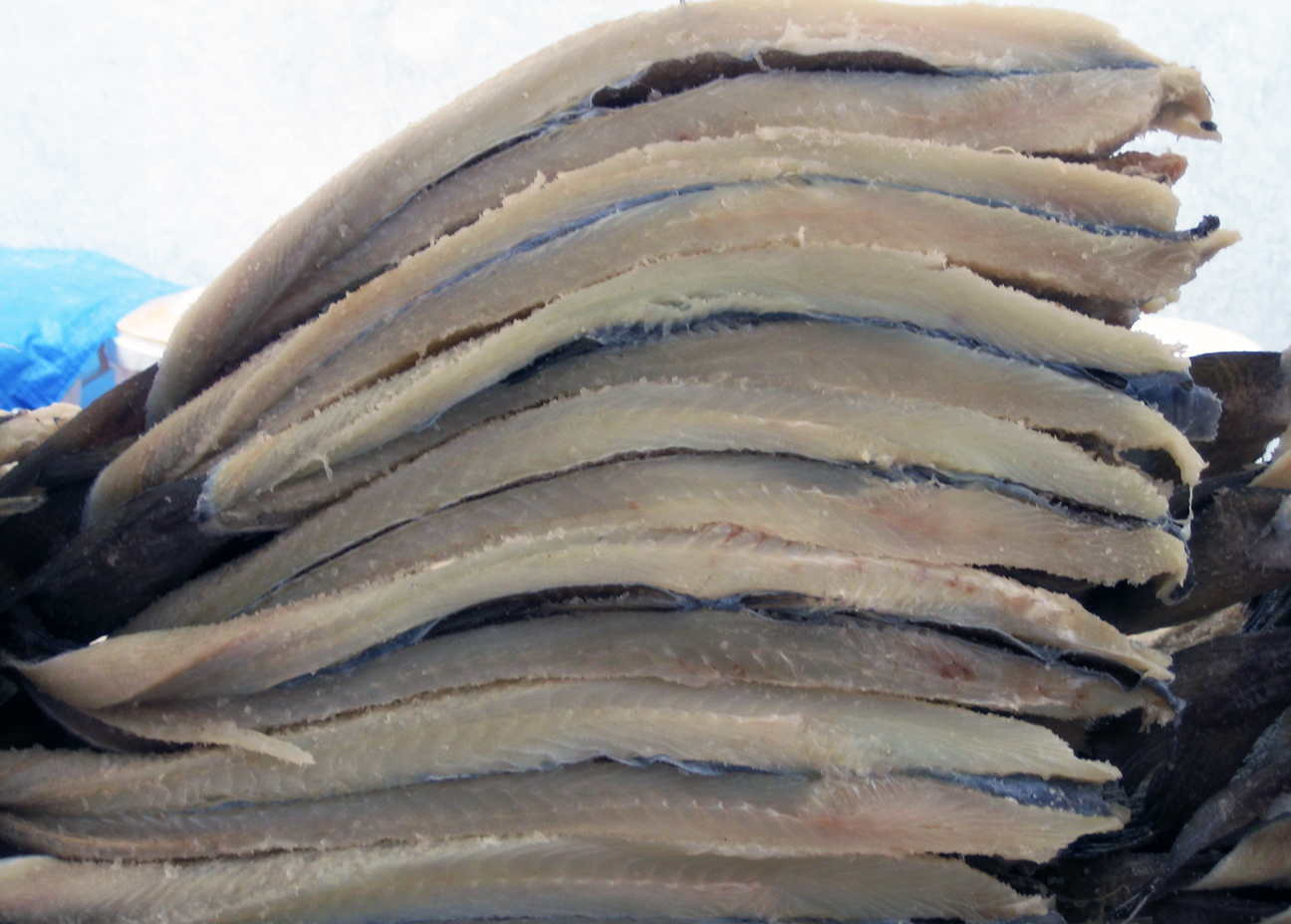
バカラオ。塩ダラの干物

この方法で保存すると、ココチャス（kokotxas、喉肉）などの肉、卵、骨、肝臓、浮き袋など料理に使える多くの部分を取り除くことになる。塩漬けで数ヶ月乾燥させると三角形の平らな形となり、持ち運びが楽になるとともに、少ない量であれば重ねて積むこともできる。

### 塩抜き（下ごしらえ）
塩蔵された魚は大量に塩が用いられているため、そのままで食べることはできない。調理の約24時間前から冷水で塩抜きする。塩抜きの途中で1度か2度水を変えるが、その頻度はタラの大きさによって異なる。塩抜きが完了したらすぐに調理を始めるべきである。
塩抜きの段階で薄くはがれた細切れの肉片は「バカラオの切れ端」（migas de bacalao 、ミガス・デ・バカラオ）として別売りされることがある。

## カトリックの食習慣
バカラオは、スペイン・ポルトガル・イタリア・フランスおよび中南米諸国と係わりが深い。これらのカトリック文化圏では、謝肉祭の最終日（マルディグラ 、太った火曜日の意）の翌日である灰の水曜日から復活祭の前日までの40日間を四旬節といい、かつてはこの期間中に小斎として鳥獣の肉を絶つことになっていたため魚を食べた。20世紀後半以降は四旬節のうち、灰の水曜日とキリストが十字架にかかった聖金曜日のみ、あるいは受難と同じ曜日である毎週金曜日に鳥獣の肉を食べない習慣となっている。南欧や中南米では聖金曜日を含む四旬節の最後の1週間に当たるセマナ・サンタ（聖なる1週間、Semana Santa）用の伝統食が確立されており、タラとくに塩漬けのバカラオはセマナ・サンタの象徴的な食べ物となっている。
スペインにおいてタラはセマナ・サンタに食べる伝統的な魚であり、スープ、フライ、コロッケ、トルティージャなど様々な料理に用いられる。アルゼンチンでも肉食を避ける日はマグロを詰めたエンパナーダとともにバカラオのシチューが代表的な食事となっている。バカラオが手に入らない場合はサメの肉（カソン、cazón）で代用する。エクアドルとコロンビアではファネスカ（FanescaまたはJuanesca）というバカラオのスープを食べる習慣がある。また、この時期 ブラジルでも、スカンジナビア諸国から大量のタラを輸入しており、その量は世界最大となっている。近海の魚でなく敢えて遠方の寒流に棲むタラを食べるのは、宗教的な伝統食であること、三角貿易と旧宗主国であるポルトガルの食生活の名残であることとされる。
メキシコは例外で、セマナ・サンタの時期ではなくクリスマス・イブに食べる。カトリック教徒はクリスマス前の待降節期間中も四旬節同様肉食を避けるためである。

## アジアでの食用
ポルトガルの植民地であったマカオでもバカリャウ料理は一般的である。広東語にも借用語として入り、「馬介休（マーガーイヤウ ma5gaai3yau1）」と呼ばれている。

## 料理
- スペイン

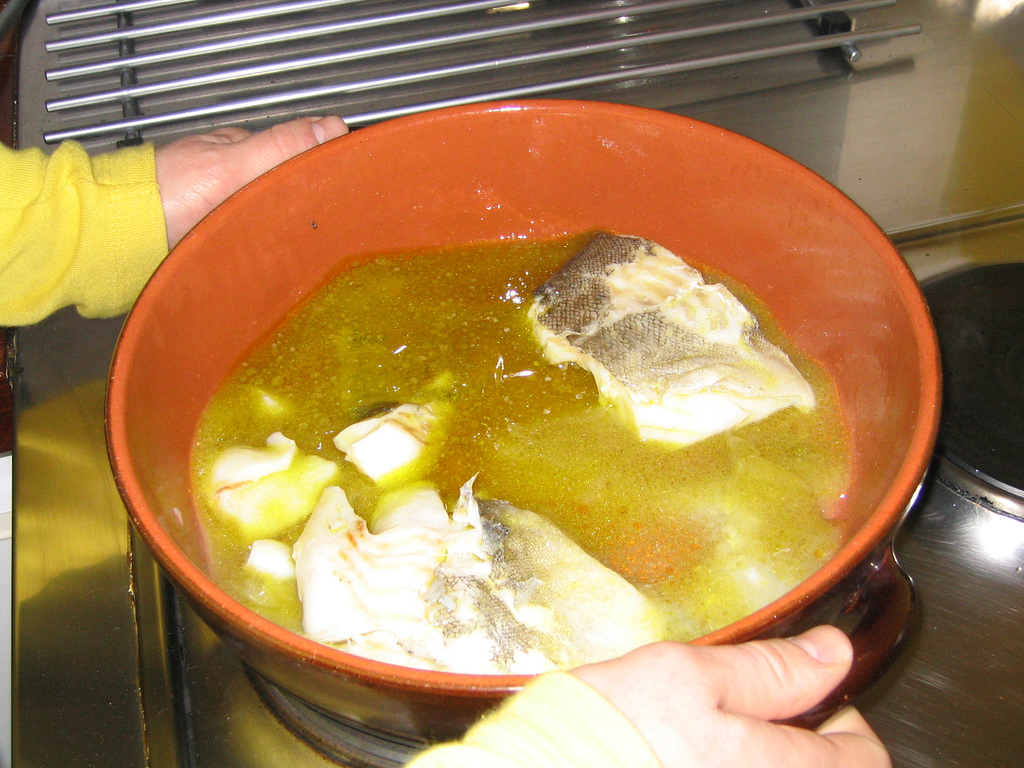
バカラオ・アル・ピル・ピル。バスク料理

  - バカラオ・アル・ピルピル - ニンニクと唐辛子を入れたオリーブ煮。伝統的なバスク料理 。
  - バカラオ・アル・アホアリエロ（スペイン語版） - ニンニクとトマトのソースであえたバカラオ。バスク料理。
  - ポタヘ・デ・ビヒリア（スペイン語版） - 四旬節の期間に食べるバカラオ入り野菜シチュー。
  - アロス・ア・ラ・サモラナ（スペイン語版） - 米や野菜とバカラオをパプリカなどの香辛料で煮込んだサモラ県の庶民的な郷土料理。
- イタリア
  - バッカラ・アッラ・ヴィチェンティーナ（イタリア語版） - バカラオの油煮。ヴィチェンツァの郷土料理。

- ポルトガル

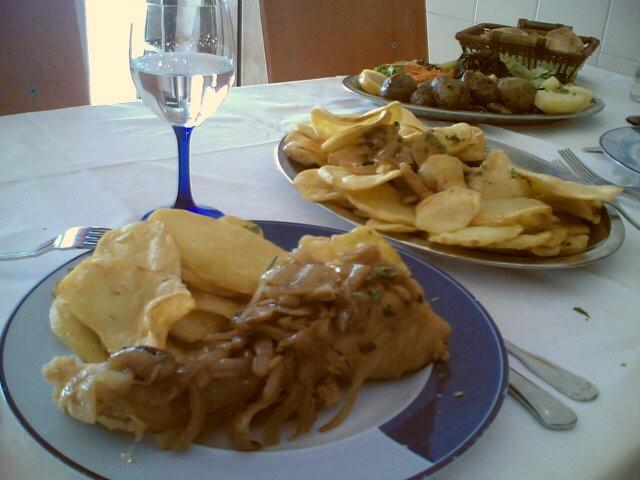
バカリャウ・ア・ミニョータ。ポルトガル料理

  - バカリャウ・エシュピリトゥアル（ポルトガル語版） - セマナ・サンタ中に食べるため、「聖なるバカラオ」という名前がつく、バカラオのグラタン風料理。
  - バカリャウ・アサード・コン・バタータス・ア・ムーロ（ポルトガル語版） - ローストしたバカラオに、中央をつぶしてオリーブ油とニンニクを加えた焼きジャガイモを添える。リバテージョ（Ribatejo）地方の料理。
  - バカリャウ・ア・ブラース（ポルトガル語版） - バカラオ、タマネギ、ジャガイモの細切りを卵でとじたもの。定番ポルトガル料理。
  - バカリャウ・ア・ゴメス・デ・サ（ポルトガル語版） - バカラオ、タマネギ、ジャガイモをオーブンで焼いたもの。ポルト市の名物料理。
  - バカリャウ・ア・ミニョータ（ポルトガル語版） - バカラオのパプリカ揚げ。フライドポテトやオニオンリングを添える。ミーニョ（Minho）地方の料理。
- メキシコ
  - バカラオ・ナビデーニョ（Bacalao navideño） - バカラオをトマトやタマネギとともに、ニンニク、赤唐辛子、ハラペーニョなどで炒め煮する。「クリスマスのバカラオ」の意味。メキシコではバカラオをセマナ・サンタではなくクリスマス・イブに食べる[4]。
- ジャマイカ
  - アキーアンドソルトフィッシュ - アキーの果実とあわせた、ジャマイカの国民食。
- マカオ
  - 馬介休球 - バカリャウを用いた丸いコロッケ風の料理。
  - 馬介休炒飯 - ほぐしたバカリャウ入りの炒飯。マカオではミナミコノシロなどの地元の魚の塩漬けもよく作られていて、炒飯の具としても用いられるが、バカリャウを使うことも行われている。